# Krista Guloien
Krista Guloien, född den 20 mars 1980 i New Westminster i Kanada, är en kanadensisk roddare.
Hon tog OS-silver i åtta med styrman i samband med de olympiska roddtävlingarna 2012 i London.